# Ero tasmaniensis
Ero tasmaniensis är en spindelart som beskrevs av Hickman 1929. Ero tasmaniensis ingår i släktet Ero och familjen kaparspindlar. Inga underarter finns listade i Catalogue of Life.